# گودک‌دره
گودک‌دره (به لاتین: Gödəkdərə) یک منطقه مسکونی در جمهوری آذربایجان است که در شهرستان گدابیگ واقع شده است. گودک‌دره ۳۱۳ نفر جمعیت دارد.